# Кальво, Хосе
Хосе Кальво (3 марта 1916 — 16 мая 1980) — испанский киноактёр, наиболее известен ролями в вестернах и исторических драмах.
С 1952 года до своей смерти в 1980 году сыграл около 150 ролей. Особенно активно снимался в 1950-х-1960-х годах: в криминальных драмах, часто на историческую тему, и в большом количестве вестернов.
В 1964 году он снялся в роли трактирщика Сильванито в спагетти-вестерне Серджио Леоне «За пригоршню долларов» в роли одного из немногих «союзников» героя Клинта Иствуда в городке Сан-Мигель. Позже он появился в таких вестернах как Дни ярости (1967) с Ли Ван Клифом, Стреляй сразу, мальчик! (1971), Пыль на солнце (1973) и других.
На закате эры спагетти-вестернов в конце 1960-х, в 1970-х он вернулся в Испанию, и, в отличие от ролей, которые доминировали в его карьере, появился в нескольких комедийных картинах, часто фарсовых, по мере роста популярности этого жанра в испанском кино.